# Praslinia cooperi
Praslinia cooperi is een wormsalamander uit de familie Indotyphlidae. De soort werd voor het eerst wetenschappelijk beschreven door George Albert Boulenger in 1909. Later werd de wetenschappelijke naam Hypogeophis cooperi gebruikt. De wormsalamander werd lange tijd tot de familie Caeciliidae gerekend. Het is de enige soort uit het monotypische geslacht Praslinia.
Praslinia cooperi is endemisch in de Seychellen en komt voor op het hoofdeiland Mahé, het eiland Silhouette en Praslin. Aan het voorkomen op het laatste eiland is de wetenschappelijke geslachtsnaam Praslinia te danken. De soortaanduiding cooperi is een eerbetoon aan de bioloog James Graham Cooper (1830 - 1902).
Vanwege de verborgen levenswijze is over de biologie en de voortplanting van de wormsalamander weinig bekend.
Gegeneophis · 
Grandisonia · 
Hypogeophis · 
Idiocranium · 
Indotyphlus · 
Praslinia · 
Sylvacaecilia